# Pseudohydromys murinus
Pseudohydromys murinus es una especie de roedor de la familia Muridae.

## Distribución geográfica
Se encuentra sólo en Papúa Nueva Guinea. 